# Пакистанская партия зелёных
Пакистанская зелёная партия (также известная как Пакистанские зелёные) — политическая партия в Пакистане. Она была основана 28 апреля 2002 года и в настоящее время возглавляется Лиакватом Али Шейхом. Лозунг партии «Политика для следующего поколения».

## Основа
Десять основных ценностей или политических позиций пакистанских зеленых, аналогичны десяти принципам других зеленых партий:
- Массовая демократия;
- Социальная справедливость и равные возможности;
- Экологическая мудрость (экософия);
- Отказ от насилия;
- Децентрализация власти от власти к народу;
- Общинная экономика и экономическая справедливость;
- Гендерная справедливость;
- Уважение многообразия;
- Личная и глобальная ответственность;
- Устойчивость.

## Разногласия
Члены и активисты партии подверглись физическому нападению и были убиты в рамках кампании «политического запугивания».